# Vaterpolski klub Primorje
Il Vaterpolski klub Primorje Erste Bank è una società di sport acquatici croata, con sede nella città di Fiume. Il club si occupa di pallanuoto, nuoto e nuoto sincronizzato.

## Storia
Il club fu fondato nel 1908 con il nome di Hrvatski Sportski Klub Viktoria. Nel 1991 i tre gruppi di nuoto sincronizzato, pallanuoto e nuoto decidono di stare insieme. Dal 2009 partecipa alla Lega Adriatica. Nel 1976 è stata finalista in Coppa delle Coppe e nel 2014 in Eurolega.

## Palmarès

### Trofei nazionali
- Campionato jugoslavo: 1

1938 (Viktorija Sušak)
- Coppa di Jugoslavia: 1

1979
- Campionato croato: 2

2013-14, 2014-15
- Kup Hrvatske: 4

1995-1996; 2012-2013; 2013-14; 2014-15

### Trofei internazionali
- Lega Adriatica: 3

2012-2013, 2013-2014, 2014-15
- Coppa COMEN: 1

1996-1997

### Trofei femminili
- Campionato croato: 1

2007

## Rosa 2025-2026
| N° |                    | Ruolo | Giocatore            |
| -- | ------------------ | ----- | -------------------- |
|    | Croazia (bandiera) | P     | Mauro Ivan Kubranić  |
|    | Croazia (bandiera) |       | Nikola Andrija Jurić |
|    | Croazia (bandiera) |       | Dominik Abramović    |
|    | Croazia (bandiera) |       | Mauro Dipić          |
|    | Croazia (bandiera) |       | Len Dujmić           |
|    | Croazia (bandiera) |       | Lucijan Dujmić       |
|    | Croazia (bandiera) |       | Luka Tomić           |
|    | Croazia (bandiera) |       | Roko Vuković         |
|    | Croazia (bandiera) |       | Luka Babić           |
|    | Croazia (bandiera) |       | Marko Doknić         |

| N° |                        | Ruolo | Giocatore         |
| -- | ---------------------- | ----- | ----------------- |
|    | Croazia (bandiera)     |       | Luka Franulović   |
|    | Croazia (bandiera)     |       | Tin Brubnjak      |
|    | Croazia (bandiera)     |       | Niko Cubranić     |
|    | Croazia (bandiera)     |       | Karlo Babić       |
|    | Croazia (bandiera)     |       | Gabrijel Burburan |
|    | Paesi Bassi (bandiera) |       | Kas Te Riele      |
|    | Italia (bandiera)      |       | Fabio Crippa      |
|    | Croazia (bandiera)     |       | Lovro Paparić     |
|    | Serbia (bandiera)      |       | Marko Radulovic   |

## Giocatori celebri
- Zoran Roje
- Samir Barać
- Igor Hinić
- Zdravko Kovačić
- Nikola Franković
- Miho Bošković
- Dániel Varga
- Dénes Varga
- Sandro Sukno
- Damir Burić

- Paulo Obradović
- Anđelo Šetka
- Vladimir Vujasinović
- Ivica Kurtini
- Danijel Premuš
- Ivan Buljubašić
- Frano Vićan
- Petar Muslim
- Xavier García